# Brewster (Washington)
Brewster je grad u američkoj saveznoj državi Washington. Prema popisu stanovništva iz 2010. u njemu je živjelo 2.370 stanovnika.